# Tom Willis (Fußballspieler)
Thomas „Tom“ O. Willis (* 4. November 1983 in Sydney) ist ein ehemaliger australischer Fußballtorhüter.

## Karriere
Willis spielte nach dem Besuch der Queensland Academy of Sport zwischen 2002 und 2004 in der National Soccer League (NSL) für Newcastle United. Nach Einstellung der NSL spielte er für ein Jahr bei Manly United in der New South Wales Premier League, bevor er einen Profivertrag in der neu gegründeten A-League bei Queensland Roar unterzeichnete. Nachdem er in der ersten Saison Stammtorhüter war, verlor er diese Position in seiner zweiten Spielzeit bei Queensland an Liam Reddy und sein Vertrag wurde nach der Saison 2006/07 nicht mehr verlängert. Von 2008 bis 2010 spielte er in der regionalen Spielklasse Brisbane Premier League für Brisbane City.
Willis gehörte 2003 zum australischen U-20-Aufgebot bei der Junioren-WM in den Vereinigten Arabischen Emiraten. Während des Turniers blieb er als Ersatztorhüter hinter Nathan Coe ohne Einsatz.